# Domkloster Lübeck
Das Domkloster an der Südseite des Lübecker Doms war bis 1803 Lebensmittelpunkt des Lübecker Domkapitels. Im 19. Jahrhundert wurden große Teile des Gebäudes abgerissen.

## Geschichte
Das Domkloster Lübeck als Institution wurde bereits 1160 von Heinrich dem Löwen zusammen mit dem Bistum Lübeck als Ort des gemeinsamen Lebens des Domkapitels gegründet. Dabei ist unklar, ob die Domherren einer Regel folgten; es wird angenommen, dass dies die Augustinusregel war. Die Verpflichtung zum gemeinsamen Leben bestand bis gegen Ende des 13. Jahrhunderts. Die Statuten von 1263 erwähnen keine Regel; seitdem lebten die Domherren in ihren Kurien und kamen nur zu Kapitelssitzungen und im Refektorium des Domklosters zusammen. Das Kloster, dessen Gebäude im Zeitraum vom 13. bis zum 15. Jahrhundert errichtet wurden, blieb jedoch bis zur Durchführung der Reformation 1571 unter Eberhard von Holle Lebensmittelpunkt der Domgeistlichen und beherbergte auch noch später die Domschule und die Dombibliothek.
Mit Auflösung des Hochstifts Lübeck als Körperschaft infolge des Reichsdeputationshauptschlusses 1803 fiel das Domkloster an die Freie Hansestadt Lübeck als Staat. Es bestand als überliefertes Bauwerk bis zum Abriss des baufälligen Südflügels 1816; der Ostflügel und das den Westflügel bildende Predigthaus mit dem Kapitelsaal dienten von 1850 bis 1887 als Allgemeines Krankenhaus und blieben bis zum Bau des Museums am Dom 1889/1893 erhalten. Einzelne Bauteile wurden in den Museumsneubau integriert. Sie bestehen nach Zerstörung des Dommuseums durch den Luftangriff auf Lübeck 1942 teilweise fort und sind in die Wiederaufbausubstanz einbezogen.

## Zustand vor Abbruch
Der Kreuzgang und das gewölbte Erdgeschoss des 1816 abgebrochenen Südflügels wurden ab 1413 für die Domschule Lübeck genutzt, deren Schulgebäude zuvor abgebrannt war. Die Domschule bezog 1850 die Gebäude des ehemaligen Lübecker Bischofshofs. Im Obergeschoss befanden sich nach einem Bericht des Dompastors Johann Friedrich Petersen die Wohnungen der zwei Lehrer der Schule, die alten Versammlungszimmer des Domkapitels und die Wohnung des Nachtwächters.
Der 1889 bis auf fünf Joche des Kreuzgangs abgebrochene, ursprünglich spätromanische Ostflügel beherbergte im Erdgeschoss die choralia, also die Räume der Chorknaben. Im Obergeschoss befanden sich das Refektorium und das Dormitorium, also die Schlafkammern der Priester. Der Bau brannte 1412 bis auf die Gewölbe des Erdgeschosses ab und wurde im gotischen Stil wieder aufgebaut.
Den Westflügel bildete das um 1466 errichtete Predigthaus. Es wird in einer Urkunde, mit der Bischof Albert II. Krummendiek und der Lübecker Rat sich 1466 über die Neuverwendung von Geldern eines Opferstockes einigten, als im Bau befindlich erwähnt. Auch in einer Übereinkunft der Testamentsvollstrecker des 1469 in Lübeck verstorbenen Schweriner Bischofs Nicolaus Böddeker und dem Lübecker Domherrn Magister Johann Lange und den weiteren Erben des Lüneburger Bürgermeisters Heinrich Lange wird das Predigthaus begünstigt. Das Predigthaus war im Erdgeschoss zweischiffig mit acht Jochen. Beim Museumsneubau 1889/1893 wurden die beiden nördlichen Joche entfernt. Die Schauwand zum Innenhof blieb erhalten. Im Obergeschoss befanden sich Schlafräume und die Dombibliothek, deren Bestand mit Auflösung des Kapitels an die Stadtbibliothek gelangte und zu diesem Zeitpunkt noch aus 130 Handschriften und 500 Drucken bestand.

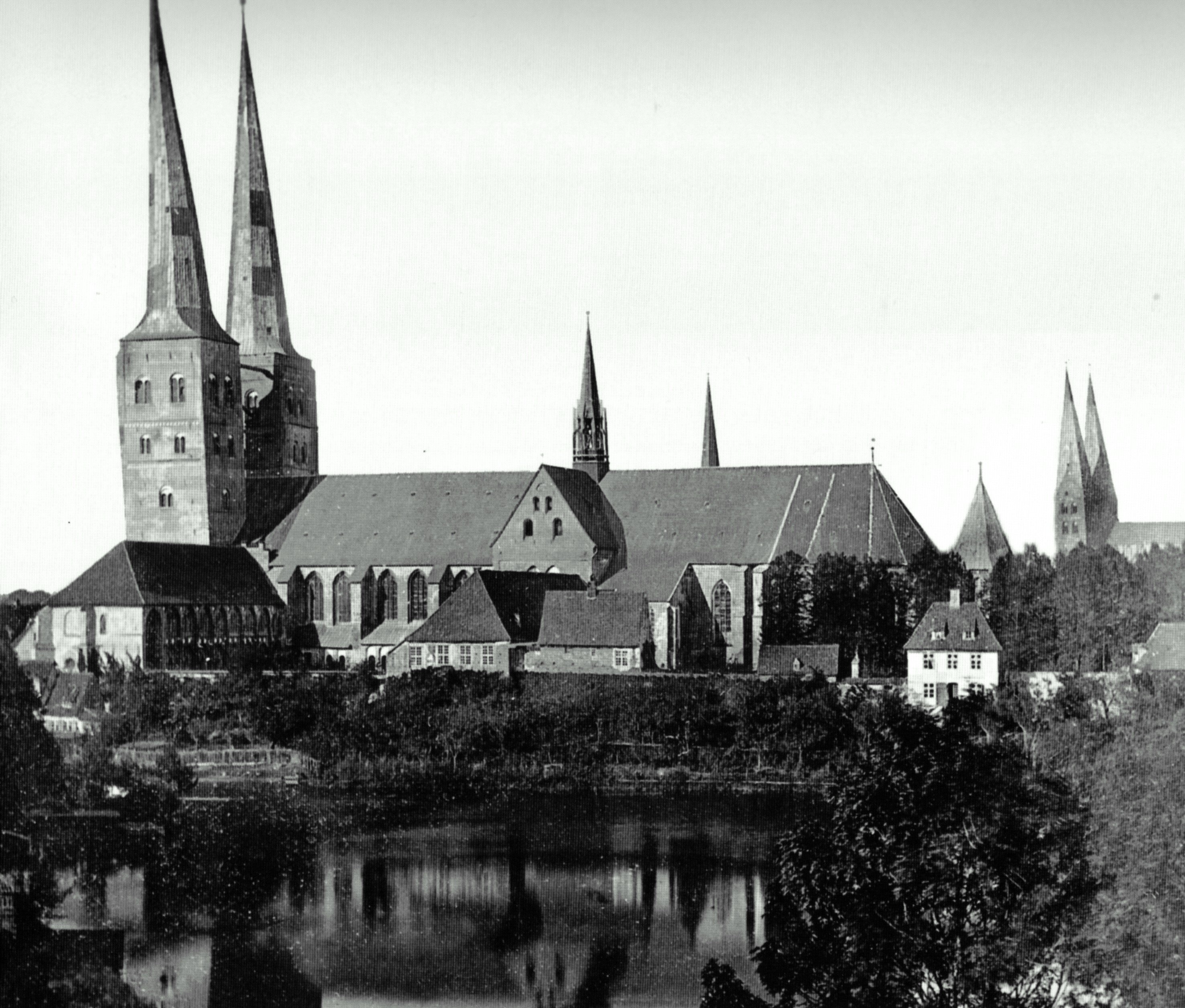
Das als Hospital genutzte Domkloster, links das Predigthaus (Foto: Joseph Wilhelm Pero vor 1847)
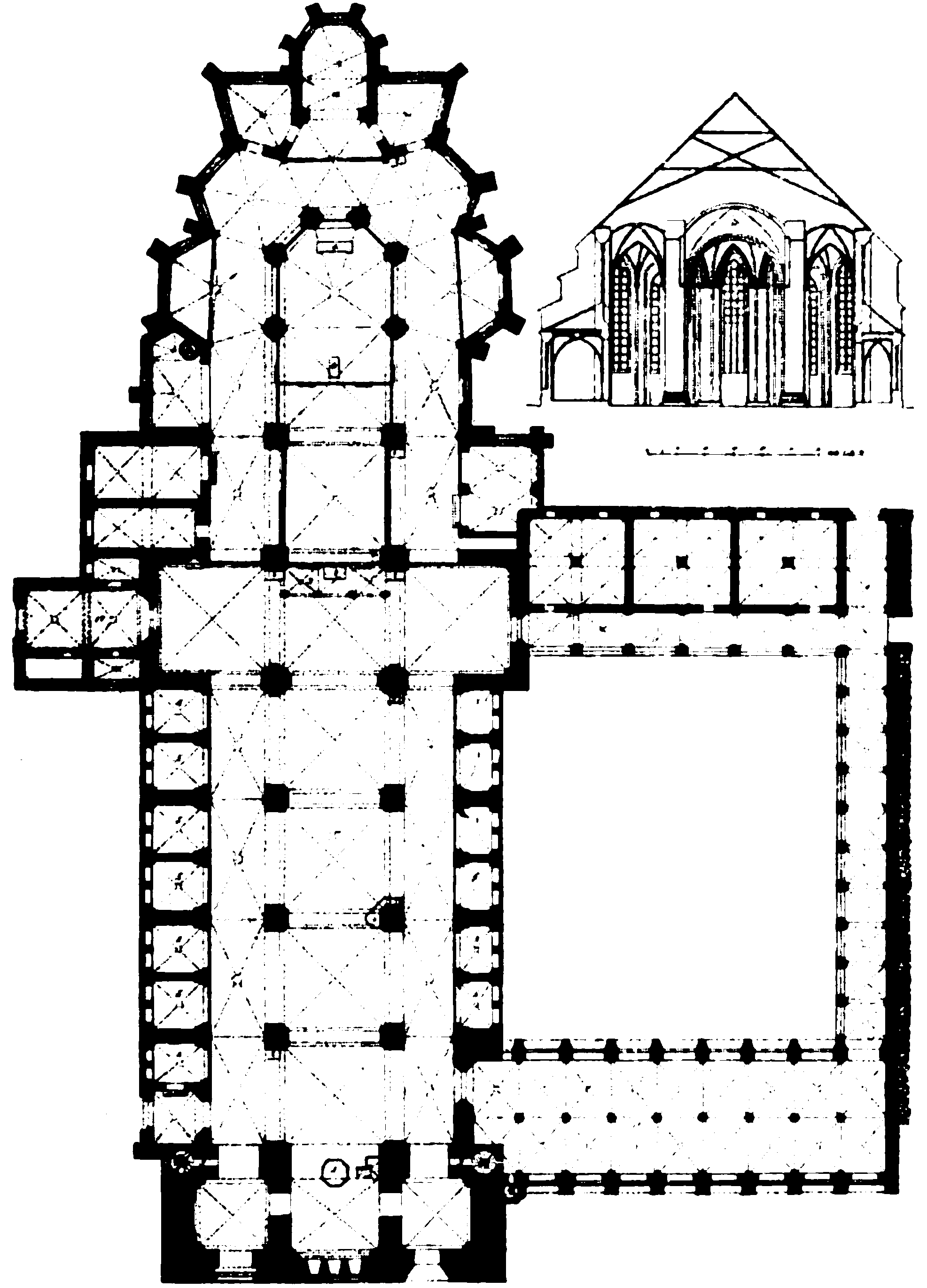
Grundriss des Doms und der Klostergebäude mit Kreuzgang vor dem Abriss 1889

## Erhaltene Baubestandteile

### Schauwand des Predigthauses

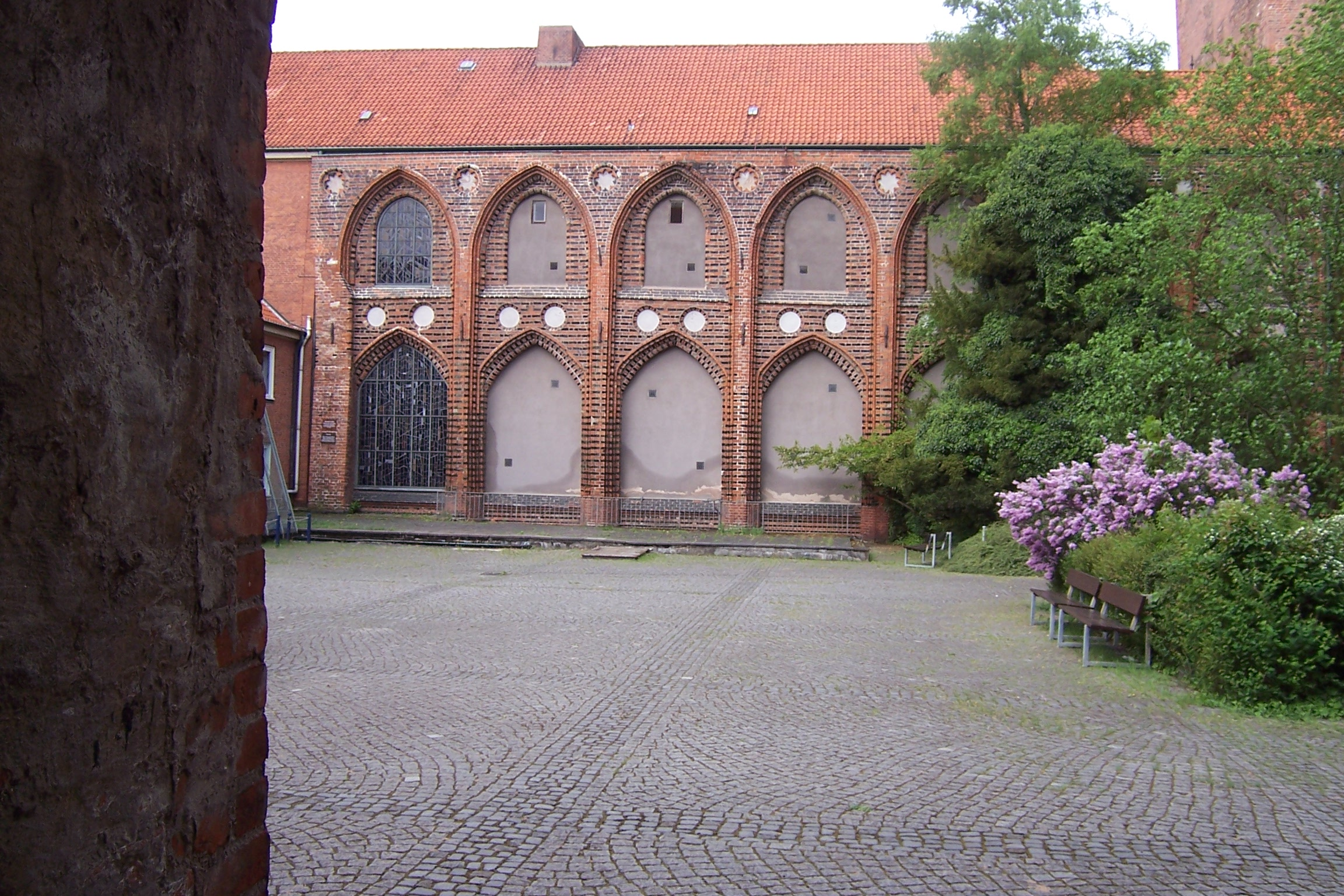
Innenhof des Domklosters Lübeck mit Resten der Schauwand

An der westlichen Innenhofseite hat sich die Schauwand des Predigthauses aus der Spätgotik um 1460 erhalten. Sie  ist zweigeschossig und in den Neubau des Archivs der Hansestadt Lübeck als Wiederaufbausubstanz der Jahre 1959–1963 einbezogen.

### Kreuzgang
Der spätromanische östliche Flügel des Kreuzgangs vor dem Giebel des Süderquerschiffs (ca. 1250) mit fünf kreuzgewölbten Jochen ist der Rest des den Innenhof vermutlich umschließenden Kreuzganges. Während beim 1816 abgebrochenen Südflügel der Kreuzgang sicher vorhanden war, wird dies für die Westseite vor dem Predigthaus nur vermutet.

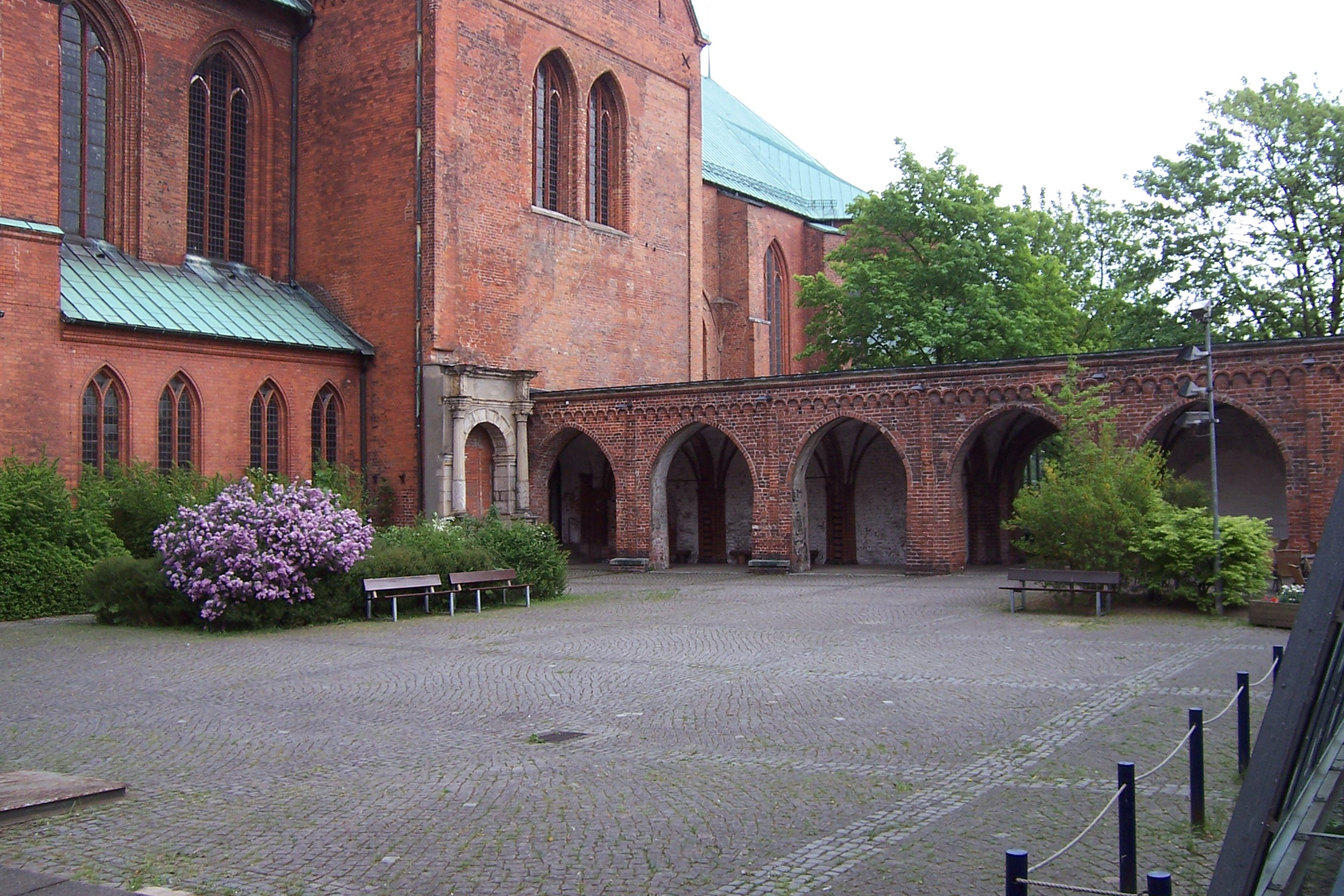
Innenhof, Blick zum Kreuzgang
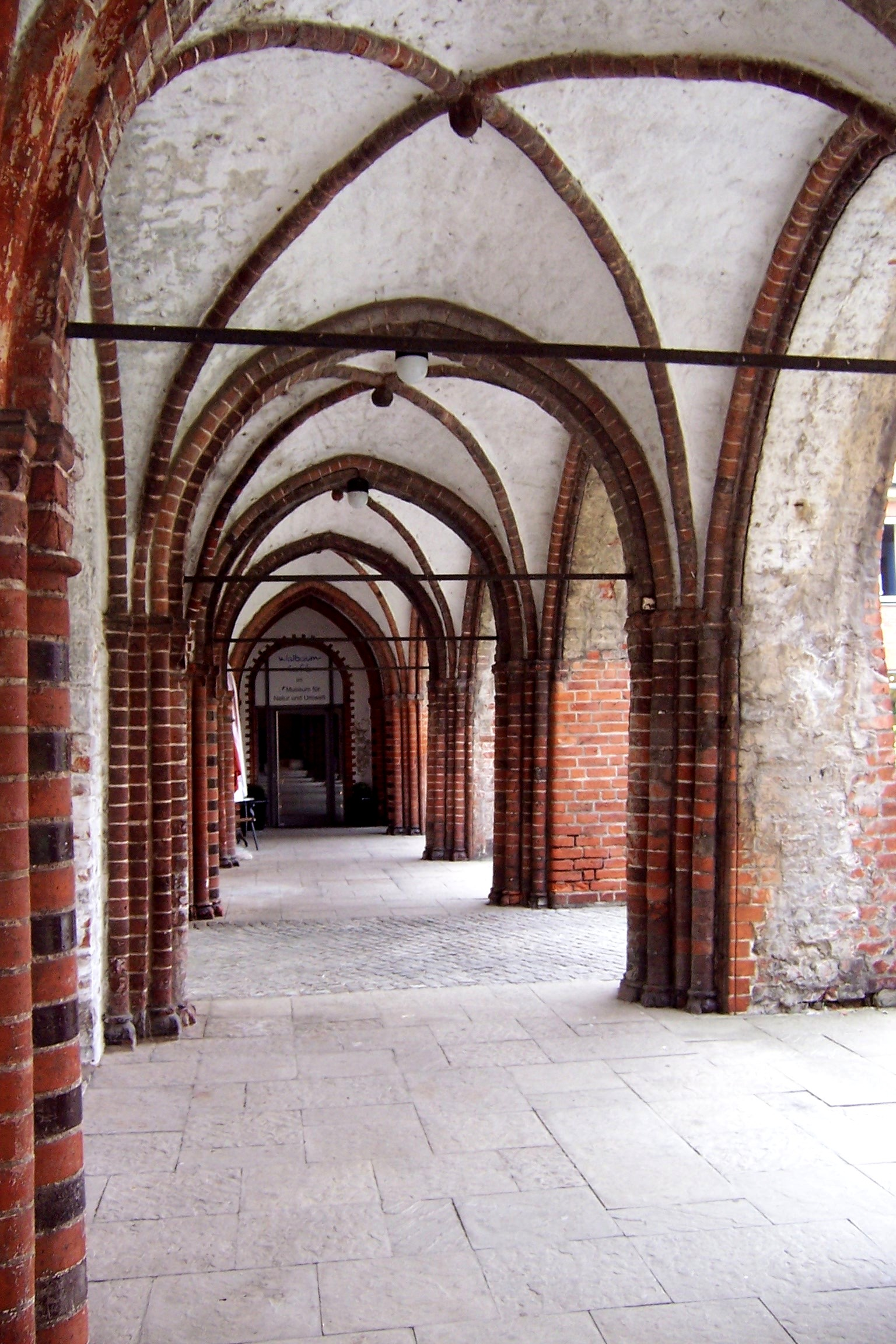
Kreuzgang (2009)
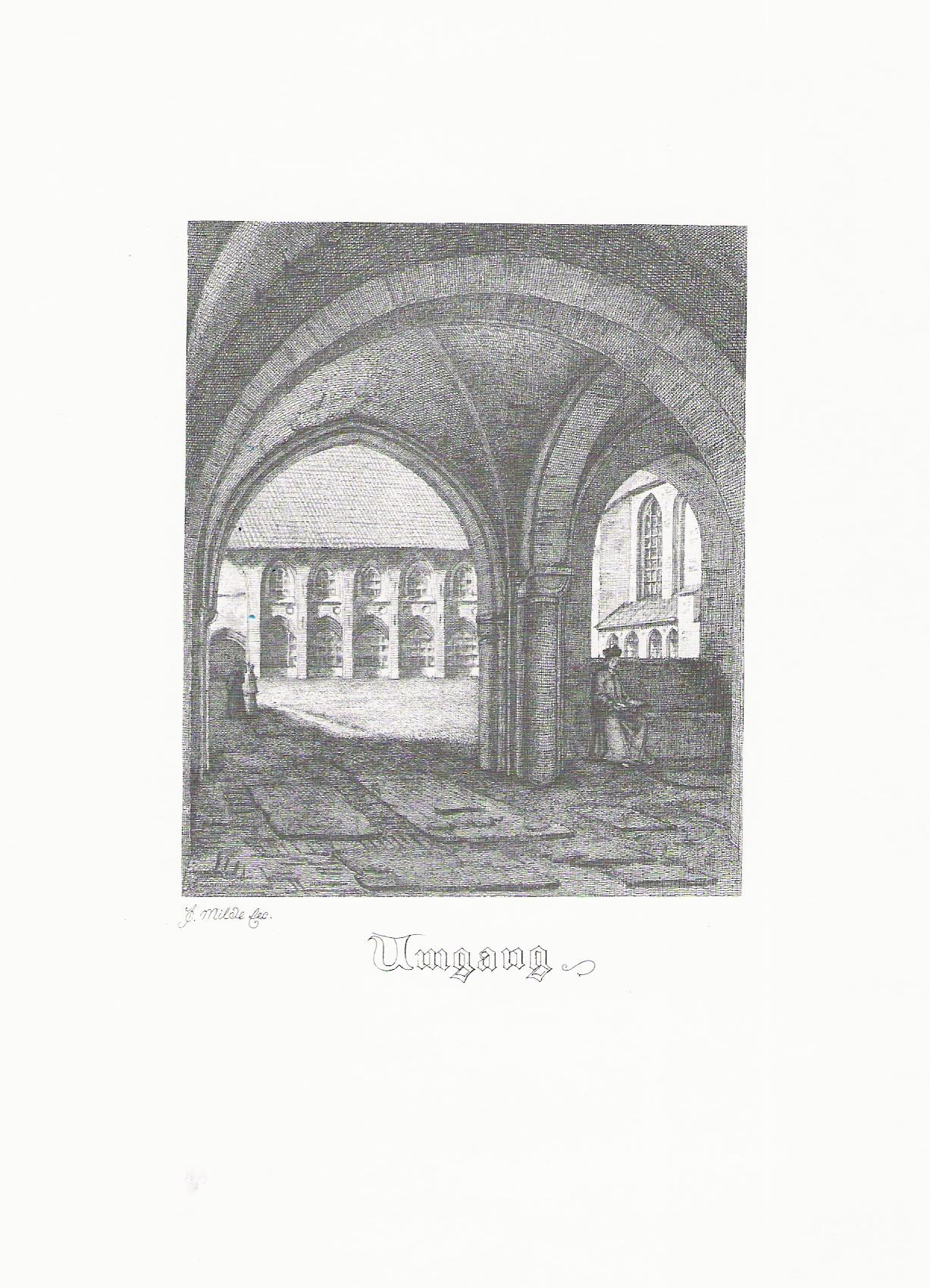
Carl Julius Milde, Kreuzgang in Lübecker ABC, 1857

### Giebel der Südervorhalle des Querschiffs

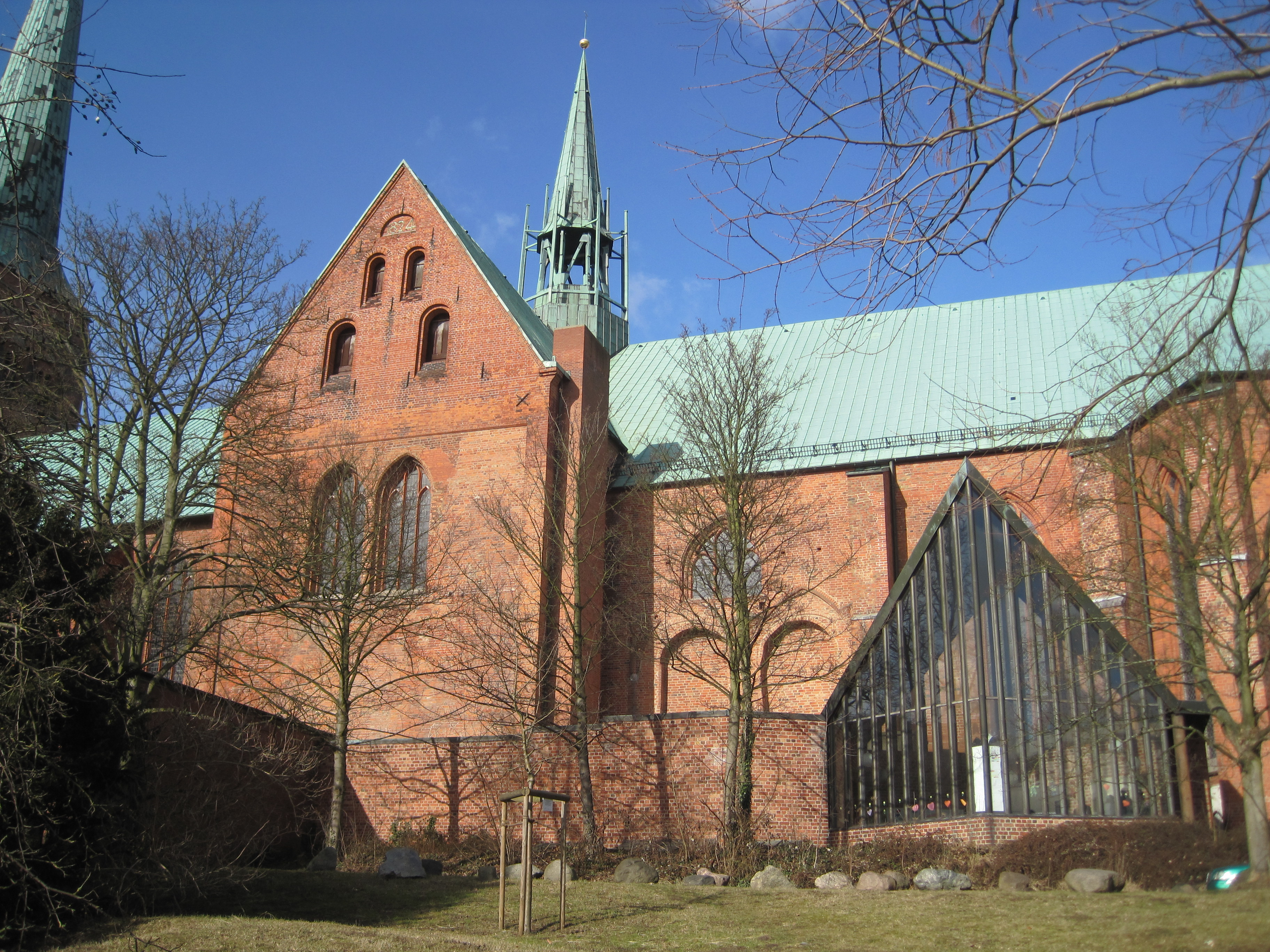
Giebel des Süderquerschiffs

Durch den Kriegsverlust des Zweiten Weltkrieges ergab sich die Möglichkeit, den Giebel des Süderquerschiffs wieder freizustellen. Er ist heute bis auf den spätromanischen Kreuzgangflügel unverbaut. Auch die Rochuskapelle östlich wurde als Seitenkapelle nach 1945 nicht wieder errichtet. Am Mauerwerk lassen sich die früheren Anbauten (auch die Gewölbeansätze der Rochuskapelle) noch gut erkennen.
Siehe auch: Kapellen im Lübecker Dom

### Innenhof
Der Innenhof des ehemaligen Klosters wird heute vom Museum für Natur und Umwelt Lübeck und der Domgemeinde gemeinsam genutzt. Er ist durch ein Zufahrtstor im Ostflügel von der Musterbahn erschlossen.

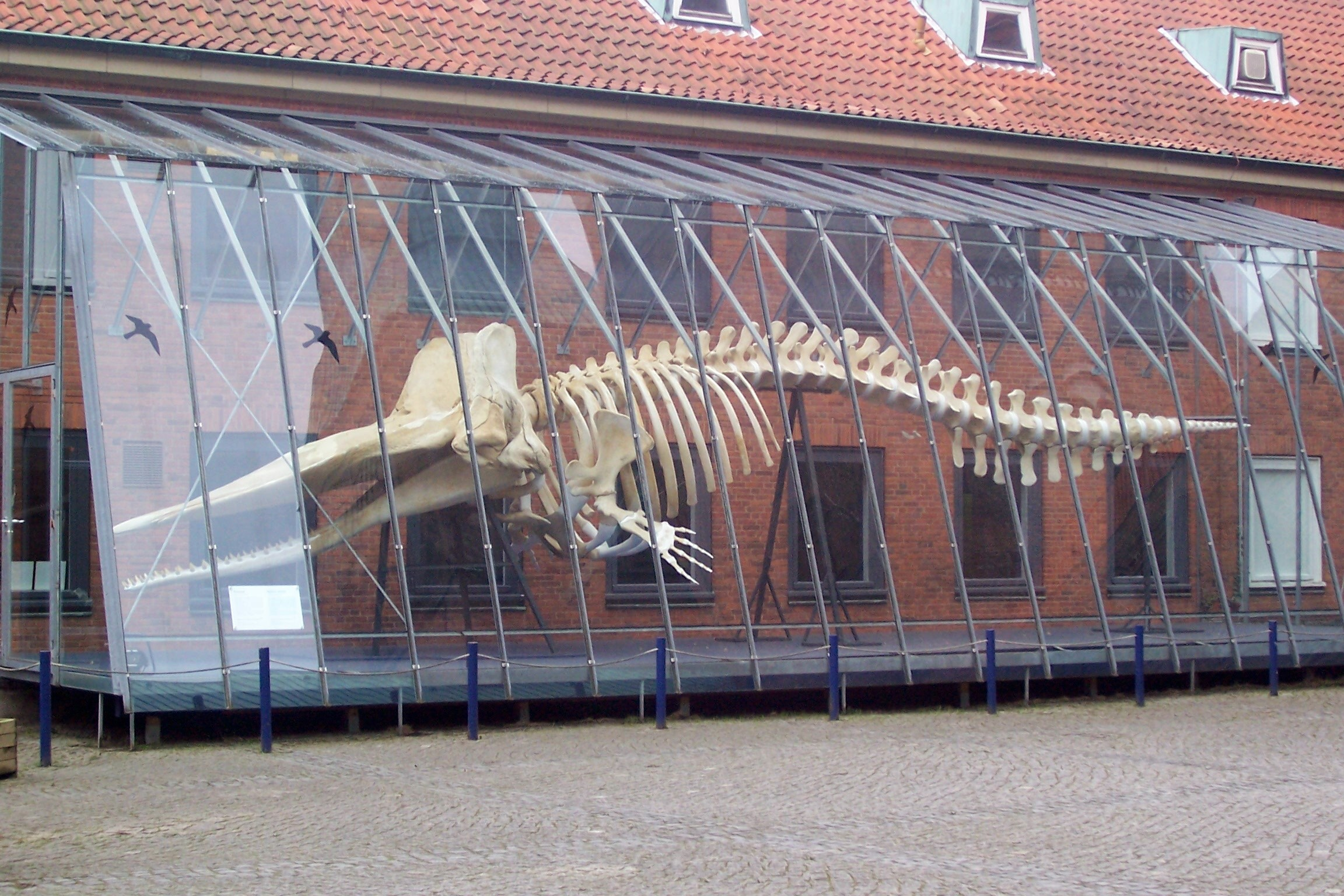
Skelett eines Pottwals an der Südwand des Innenhofs
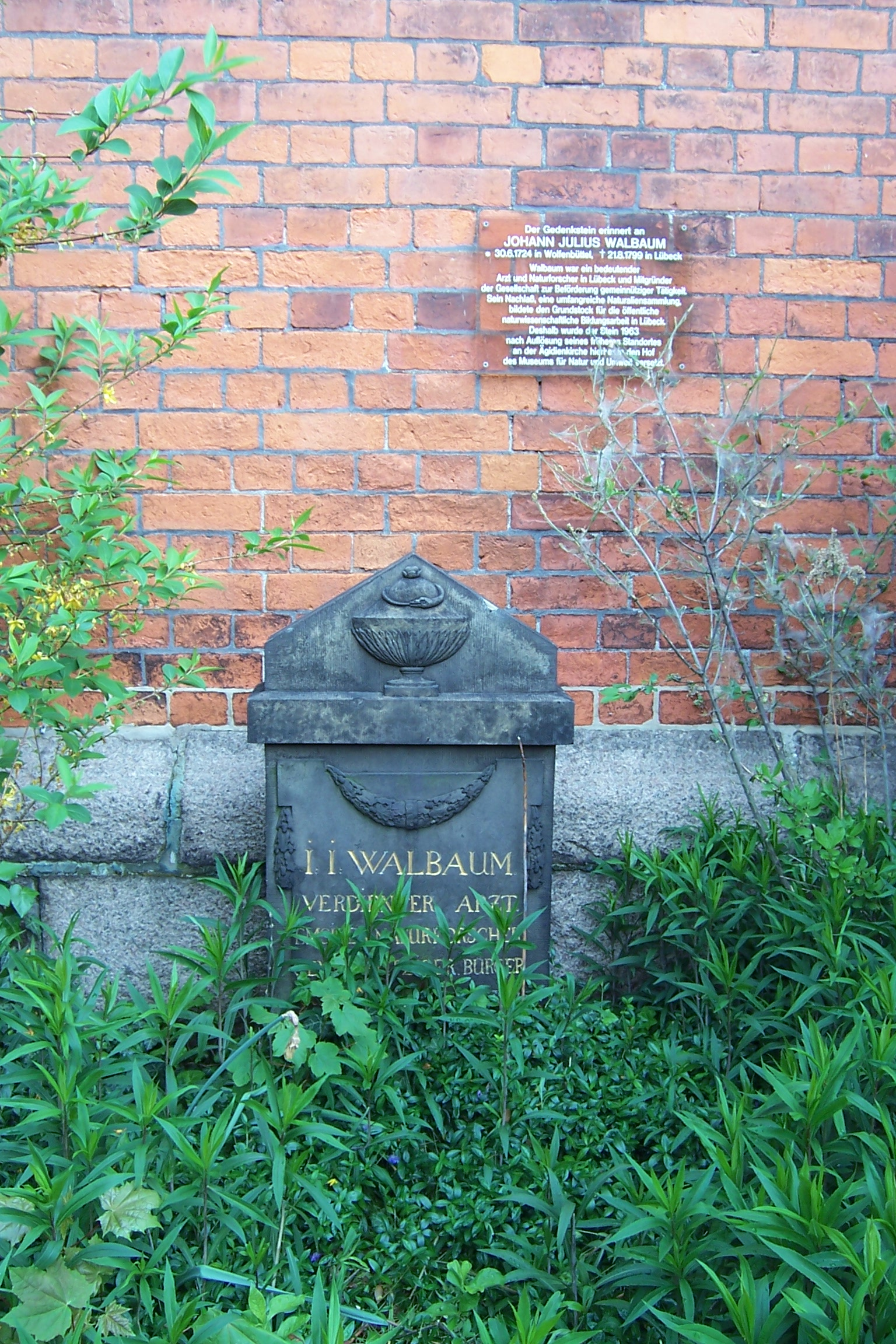
In den Innenhof versetzter Grabstein Johann Julius Walbaums